# Charles Dupuy
Charles Alexandre Dupuy (5 de Novembro de 1851, Le Puy-en-Velay — 23 de Julho de 1923) foi um político francês. Ocupou cinco vezes o cargo de primeiro-ministro da França.

## Biografia
Ele nasceu em Le Puy-en-Velay, Haute-Loire, Auvergne. Depois de um período como professor de filosofia nas províncias, foi nomeado inspetor escolar, obtendo assim um conhecimento prático das necessidades da educação francesa. Em 1885 foi eleito para a câmara como um republicano oportunista. Depois de atuar como relator do orçamento da instrução pública, passou a ministro da secretaria, em Gabinete de Alexandre Ribot, em 1892. Em abril de 1893 assumiu como ministro do Interior, mas renunciou no final de novembro e em 5 de dezembro foi eleito presidente da câmara. Durante sua primeira semana de mandato, um anarquista, Vaillant, que havia conseguido ser admitido na câmara, jogou uma bomba no presidente, e a resposta calma de Dupuy - "Senhores, a sessão continua" - rendeu-lhe muito crédito.
Em maio de 1894, ele tornou-se novamente premier e ministro do Interior; e ele estava ao lado do presidente Carnot quando Carnot foi morto a facadas em Lyon, em junho. Ele então se candidatou à presidência, mas foi derrotado, e seu gabinete permaneceu no cargo até janeiro de 1895; sob este governo, Alfred Dreyfus foi preso e condenado (23 de dezembro de 1894). O progresso do Caso Dreyfus lançou sua sombra sobre Dupuy, junto com outros "ministráveis" franceses, mas em novembro de 1898, depois que Henri Brisson finalmente remeteu o caso ao julgamento do tribunal de cassação, ele formou um gabinete republicano.
Durante o tempo de Dupuy como primeiro-ministro, várias reformas progressivas foram realizadas. Uma lei implementada em junho de 1894 introduziu uma forma de seguro social através de um fundo mútuo para o bem-estar e aposentadoria dos mineiros, enquanto uma lei aprovada em novembro de 1894 introduziu o banco de poupança mutualista Credit Agricole para os agricultores. Além disso, uma lei aprovada naquele mesmo mês definia o papel da Caisse des depots (instituição financeira francesa), propriedade do Estado "na construção e gestão de moradias subsidiadas".
Em vista da aparente probabilidade de que os juízes da divisão criminal do tribunal de cassação - que formaram o tribunal ordinário para tal recurso - decidiriam a favor de Dreyfus, pensou-se que o novo gabinete de Dupuy seria forte o suficiente para reconciliar o público opinião sobre tal resultado; mas, para surpresa de observadores externos, Dupuy propôs uma lei na câmara transferindo a decisão para um tribunal pleno de todas as divisões do tribunal de cassação. Este ato arbitrário, embora adotado pela Câmara, foi interpretado como uma nova tentativa de manter o julgamento da primeira corte marcial. Nesse ínterim, o presidente Félix Faure (um antiDreyfusard) morreu, e a ascensão de Émile Loubet ajudou a aplacar o público. Todo o tribunal de cassação decidiu que deveria haver uma nova corte marcial, e Dupuy imediatamente renunciou (junho de 1899). Embora nenhuma das propostas presidenciais de Dupuy tenha sido bem-sucedida, ele serviu, devido à sua posição como primeiro-ministro, como presidente interino da República Francesa por três ocasiões distintas durante as vagas.
Em junho de 1900, Dupuy foi eleito senador pelo departamento de Haute-Loire. Ele foi reeleito em 7 de janeiro de 1906 e 11 de janeiro de 1920, permanecendo no cargo até sua morte em 23 de julho de 1923.

## O primeiro ministério de Dupuy, 4 de abril de 1893 - 3 de dezembro de 1893
Ver Gabinete Dupuy I
- Charles Dupuy - Presidente do Conselho e Ministro do Interior
- Jules Develle - Ministro das Relações Exteriores
- Julien Léon Loizillon - Ministro da Guerra
- Paul Peytral - Ministro da Fazenda
- Eugène Guérin - Ministro da Justiça
- Louis Terrier - Ministro do Comércio, Indústria e Colônias
- Auguste Alfred Lefèvre - Ministro da Marinha
- Raymond Poincaré - Ministro da Instrução Pública, Belas Artes e Adoração
- Albert Viger - Ministro da Agricultura
- Jules Viette - Ministro das Obras Públicas

## Segundo ministério de Dupuy, 30 de maio de 1894 - 26 de janeiro de 1895
Ver Gabinete Dupuy II
- Charles Dupuy - Presidente do Conselho e Ministro do Interior e do Culto
- Gabriel Hanotaux - Ministro das Relações Exteriores
- Auguste Mercier - Ministro da Guerra
- Raymond Poincaré - Ministro da Fazenda
- Eugène Guérin - Ministro da Justiça
- Félix Faure - Ministro da Marinha
- Georges Leygues - Ministro da Instrução Pública e Belas Artes
- Albert Viger - Ministro da Agricultura
- Théophile Delcassé - Ministro das Colônias
- Louis Barthou - Ministro de Obras Públicas
- Victor Lourties - Ministro do Comércio e Indústria e dos Correios e Telégrafos

## Terceiro ministério de Dupuy, 1 de novembro de 1898 - 22 de junho de 1899
Ver Gabinete Dupuy III
- Charles Dupuy - Presidente do Conselho e Ministro do Interior e do Culto
- Théophile Delcassé - Ministro das Relações Exteriores
- Charles de Freycinet - Ministro da Guerra
- Paul Peytral - Ministro da Fazenda
- Georges Lebret - Ministro da Justiça
- Édouard Locroy - Ministro da Marinha
- Georges Leygues - Ministro da Instrução Pública e Belas Artes
- Albert Viger - Ministro da Agricultura
- Florent Guillain - Ministro das Colônias
- Camille Krantz - Ministra de Obras Públicas
- Paul Delombre - Ministro do Comércio e Indústria e dos Correios e Telégrafos

Alteração
- 6 de maio de 1899 - Camille Krantz sucede Freycinet como Ministro da Guerra. Jean Monestier sucede Krantz como Ministro das Obras Públicas.